# Strategema
Als Strategema (auch Strategem, Stratagem und Stratagema) wird eine List (auch Kriegslist), ein Trick oder eine manipulative Aktion in Politik und Militär sowie im Privatleben bezeichnet.

## Allgemeines
Als besonders bekannt gelten hierbei die 36 Strategeme des chinesischen Generals Tan Daoji († 436), die heute in China einen Bestandteil des Allgemeinwissens darstellen. Neben diesen sind auch zwei weitere Strategeme des römischen Politikers Frontinus (* um 40; † 103) und des Rhetors Polyänus (* um 100) bekannt. Einige Kunstgriffe des europäischen Fürstenspiegels lassen sich ebenfalls als Strategeme deuten. Außerdem fand man im arabischen Raum sechs Strategeme, die sich auf das islamische Recht konzentrierten. Ein allgemeineres Werk namens Raqa'iq al-hilal fi daqa'iq al-hiyal stammt aus dem 15. Jahrhundert. 
Das altgriechische Wort στρατήγημα stratḗgēma wird mit „Feldherrentätigkeit“ übersetzt (abgeleitet von στρατός stratós „Heer“ und ἄγειν ágein „führen“).

## Trivia
- Strategema ist auch der Name eines Strategiespiels (vergleichbar mit einer futuristischen Version von Schach) im Star-Trek-Universum.[2]